# Phasma gigas
Phasma gigas is een insect uit de orde Phasmatodea en de familie Phasmatidae. De wetenschappelijke naam is gepubliceerd in 1758 door Linnaeus in de tiende editie van Systema naturae. 